# Joseph Nash
Pour les articles homonymes, voir Nash.

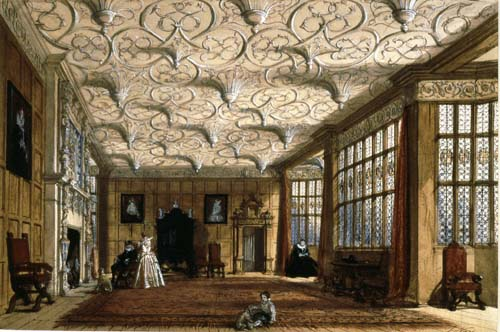
La salle de retrait de Bramall Hall, Cheshire.

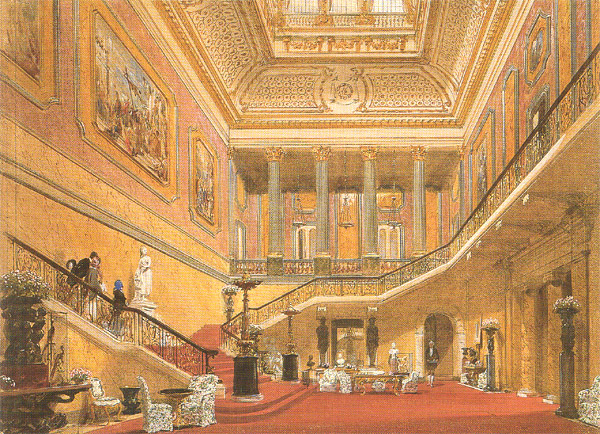
Hall central et escalier principal de Stafford House (maintenant Lancaster House, Londres), 1850.

Joseph Nash (17 décembre 1809-19 décembre 1878) est un aquarelliste et lithographe britannique, spécialisé dans les bâtiments historiques. Son œuvre majeure est les 4 volumes Mansions of England in the Olden Time, publiés de 1839 à 1849.

## Biographie
Nash est né à Great Marlow dans le Buckinghamshire, le fils aîné du révérend Okey Nash qui possède l'école Manor House à Croydon que Joseph fréquente. Il étudie ensuite avec l'artiste et architecte Auguste Charles Pugin, avec qui il voyage en France pour l'assister et préparer des dessins architecturaux pour un livre intitulé Paris et ses environs, publié en 1830.
Au début de sa carrière, Nash s'engage sur des sujets de figures illustrant les poètes et les romanciers, et expose de nombreux dessins avec la Royal Watercolour Society, dont il est élu membre associé en 1834, et membre à part entière en 1842. Parmi ces images, certaines sont  gravées pour The Keepsake et des publications similaires, mais il est plus tard bien connu pour ses vues pittoresques de bâtiments gothiques tardifs, qu'il a peuplés de personnages regroupés pour illustrer la vie quotidienne de leurs propriétaires à une époque révolue - un peu dans la manière de George Cattermole. Bien qu'il ait été impliqué dans un certain nombre de différends avec la Société, il continue à y exposer ses œuvres jusqu'en 1875. Il expose également à la Royal Academy, à la British Institution et à la New Society of Painters in Water Colours.
Ayant maîtrisé l'art de la lithographie, Nash l'utilise dans la production de plusieurs publications : Architecture of the Middle Ages paru en 1838, et son chef-d'œuvre en quatre volumes, Mansions of England in the Olden Time sur une période de 10 ans à partir de 1839, ce qui implique que Nash voyage dans tout le pays pour dessiner les intérieurs et les extérieurs des maisons. Il se concentre sur les aspects architecturaux des bâtiments, à l'exemple de Joseph Strutt, en y incluant de groupes de personnes. Les volumes sont très populaires, les lithographies étant largement diffusées par les journaux, les architectes et d'autres artistes. Le livre est si efficace qu'il est affirmé au Parlement qu'il incitait un nombre croissant de personnes à visiter des bâtiments historiques.
En 1846, il lithographie Oriental Sketches de David Wilkie et en 1848 une série de vues du château de Windsor à partir de ses propres dessins. Nash contribue aussi à Scotland Delineated de Lawson (1847–54), Comprehensive Pictures of the Great Exhibition of 1851, McDermot's The Merrie Days of England (1858–59) et English Ballads (1864).
En 1854, il est décrit comme souffrant de fièvre cérébrale et vend son atelier plus tard cette année-là - la qualité de son travail décline considérablement à partir de ce moment-là. Il meurt à Hereford Road, Bayswater, Londres le 19 décembre 1878, quelques mois après avoir reçu une pension de la liste civile de 100 £.
Son fils unique, Joseph Nash Jr., est peintre de marine et membre du Royal Institute of Painters in Water-Colours.